# Olios somalicus
Olios somalicus är en spindelart som beskrevs av Lodovico di Caporiacco 1940. Olios somalicus ingår i släktet Olios och familjen jättekrabbspindlar.
Artens utbredningsområde är Somalia. Inga underarter finns listade i Catalogue of Life.